# Пътят на великаните
Пътят на великаните (на ирландски: Clochán an Aifir; на английски: Giant's Causeway) е местност в крайбрежния район на Антрим, Северна Ирландия, на около 5 км североизточно от град Бушмилс, оприличавана на „път“ от десетки хиляди базалтови колони. .
Колоните са изцяло природно явление, а броят на колоните е около 37 000, като те са предимно 6-стенни, с диаметър 37 – 51 см. и височина до 6 м. Най-голямата ширина на Пътя на великаните е 12 м., колоните са най-високи в тясната му част.
Преди около 50 – 60 млн. години от земните недра тук изригва лава, която потича към морето. Лавата се охлажда много бързо и при втвърдяването си се начупила на правилни 6-стенни огромни стълбове. На някои от каменните формирования са дадени имена, съответстващи на приликата им с различни предмети – „Комините“, „Купата за пунш“, „Ветрилото на моята лейди“.
Според ирландската легенда Пътят е построен от гиганта Фин МакКул, а другият му край се намира на отдалечения на 120 км. остров Стафа в Шотландия.
Пътят на великаните е обявен през 1986 г. за обект на световното културно и природно наследство на ЮНЕСКО, а през 1987 г. за национален природен резерват на Великобритания.
Легендата разказва, че „павираният път“ е „построен“ от Фин Макккул (ловец – воин в Ирландската митология), за тепих на 2 великани, които имали различия помежду си. Модификация на тази легенда обяснява, че Фин Макккул е построил мост към своята любима на шотландския остров Стафа.
В съседство с „Пътя на Великана“ е разположен заливът Порт на Спаня, в който през 1588 г. претърпява корабокрушение „Жирона“ – кораб на Непобедимата армада. От 1300 души се спасяват само 5. През 1967 г. белгийска водолазна експедиция открива останките на кораба и изважда редица артефакти от него.

## Галерия
- Пътят на великаните